# Jiří Pohl
Jiří Pohl (14. února 1905 Libněvsi u Dobšic – 1. prosince 1979) byl český motocyklový a automobilový závodník. Nejčastěji závodil před válkou na vozech Aero a MG a po válce na vozu vlastní úpravy zpravidla označovaný jako Škoda MG Special kompresor.

## Životopis
Jiří Pohl, starší z bratrů Pohlových, se narodil 14. 2. 1905 Leopoldu Pohlovi a Ele Pohlové. Jiří i mladší Zdeněk (1907–1986) pocházeli z Libněvse, kde jejich dědeček Karel Pohl (ředitel cukrovaru) a tatínek ing. Leopold Pohl byl ředitelem a spolumajitelem cukrovaru. Jejich otec zemřel 6. července 1933 ve věku 58 let.
Po maturitě absolvoval chemii na Českém vysokém učení technickém v Praze a získal titul inženýr. Zaměstnán byl jako technický úředník cukrovaru v Modřanech (tehdy u Prahy), kde i bydlel. Ve sportu dosahoval pomalu stejné úspěšnosti jako jeho bratr. Jeho vášní se stalo amatérské konstruktérství, kterým si připravoval všechna svá vozidla na nejvyšší výkon, ale stavěl i vozidla vlastní konstrukce. V roce 1937 například sestrojil a postavil tříkolový automobil "Juchtarděrda", který měl náhon na zadní kolo řetězem a motor z motocyklu Indian Big Chief (1207 cm³). O mnoho let později byla tato koncepce použita u tříkolky Minor II (1947) a ještě později u legendární tříkolky Velorex (1956).

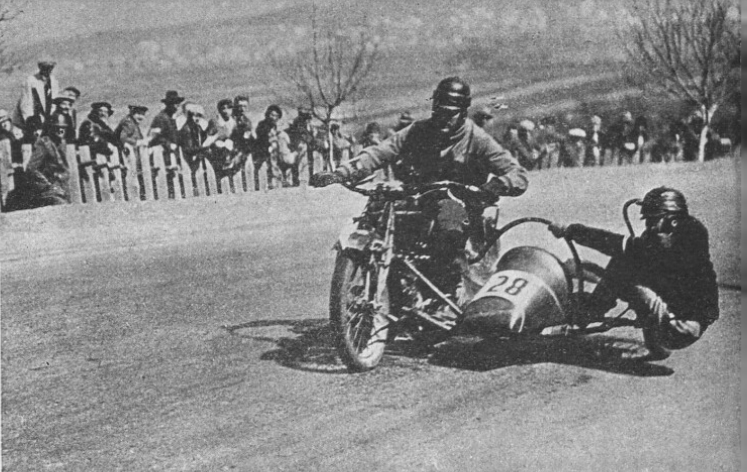
Jiří Pohl na motocyklu Indian se sidecarem, vítěz závodu Zbraslav-Jíloviště v třídě přes 1200 cm³ (1929)

Začal jezdit na motocyklu v patnácti letech a později za studiích na vysoké škole byl zakládajícím členem MKVS (Motor Klub Vysokoškolského sportu), kde se stal pro rok 1935 i předsedou klubu. Se svým motocyklem jezdil všechny gymkhány (slalomy), závody do strmého vrchu, ploché dráhy, zimní motocyklové soutěže atd. Pětkrát se zúčastnil motocyklové soutěže na 1000 km. V roce 1929 zvítězil na sidecaru Indian v třídě do 1200 cm³ na závodě do vrchu Zbraslav-Jíloviště. Zajímavé je, že se nikdy neutkal se svým bratrem Zdeňkem, ať už to bylo na motocyklech a nebo v automobilech. I když se „sešli“ na jednom závodě, vždy každý z nich startoval v jiné třídě. Mezi jeho největší koníčky mimo motocyklových a automobilových závodů patřilo lyžování, sportovní střelba, amatérské fotografování a filmování. Oženil se a spolu s manželkou měli dceru Zuzanu a syna.
Od roku 1933 preferoval oproti motocyklům závody automobilů. Byl členem výboru Svazu motocyklových a automobilových závodníků (1936–1939). Na valné hromadě Aero Car Clubu, která se konala ve čtvrtek 21. října 1937, byl Jiří Pohl vyznamenám stříbrným, klubovním odznakem. Na automobilech dosáhl v letech 1933–1939 a potom 1949–1963 řady úspěchů. Závodil až do svých 58 let. Poslední závod absolvoval v Jičíně 21. července 1963 na Ceně Prachovských skal.
Po Druhé světové válce byl zaměstnán v Libněvsi u firmy Hrabě a Lozovský, kde pracoval až do roku 1948, kdy tato firma zanikla. Počátkem 50. let byl zaměstnán v ÚVMV a od poloviny 50. let pracoval v Pražských komunikacích. Jiří Pohl zemřel 1. prosince 1979 ve věku 74 let.

## Největší úspěchy
- Absolutní vítězství v závodech na voze MG K-3 Magnette: Bohdanečský okruh (1937), Lochotínský okruh (1949)
- Vítězství ve třídě do 750 cm³ resp. 800 cm³ na voze Aero 662 v závodu 1000 mil československých (1933), v soutěži Krajem Žižkovým (1933), I. Okruh městem Zlínem (1933), v závodu do vrchu Ecce Homo (1933), Českobrodský okruh (1935)
- Vítězství ve třídě do 1000 cm³ na voze Aero 30: Zimní soutěž Jihočeského odboru AKRČs (1935), Automobilová a motocyklová soutěž Malou dohodou (1937)
- Vítězství ve třídě do 1100 cm³ resp. do 1500 cm³ na voze MG K3 Magnette resp. Škoda MG Special: Lochotínský okruh (1935–6), Krakonošův okruh (1937), Ecce Homo (1937), Mladoboleslavský závod městem (1950-1)
- Mistr republiky ve sportovních vozech do 1500 cm³ (1954), mistr republiky ve třídě do 1150 cm³ (1961)

## Ocenění
- Stříbrný odznak Aero Car Clubu (1937)
- V Libněvsi (obec Dobšice) se nachází pamětní deska na místě, kde se narodili a žili motocykloví a automobiloví závodníci Zdeněk a Jiří Pohlové.

## Závodní kariéra
Jezdit na motocyklu začal již v patnácti letech, jezdil všechny gymkhany (slalom na motocyklu) v okolí a vždy ve své třídě zvítězil. Na sidecaru startoval ve většině plochých drah konaných na Všesportovním stadionu na Letné. Pětkrát se zúčastnil vytrvalostních, motocyklových soutěží (v letech 1924–1936 se celkem odjelo 13. ročníků Motocyklové soutěže spolehlivosti Československem, zprvu na 600 km, od II. ročníku na 1000 km a od r. 1929 na 1500 km). Zlatou medaili v této Velké motocyklové soutěži (do r. 1931) získal 3x a jednou stříbrnou. Dvakrát jel i závod do vrchu Zbraslav-Jíloviště na sidecaru, 28. dubna 1929 na stroji Indian třídu motocyklů s přívěsem přes 1200 cm³ vyhrál. O týden později (5. května 1929) J. Pohl vyhrál závod do strmého vrchu, který uspořádal Motoklub vysokoškolského sportu. Nejlepšího výsledku dosáhl J. Pohl na Indiánu časem 17 vteřin při projetí celé trati, hned za ním se umístil výtečně jedoucí Melzer na B. M. W. časem 18 vteřin a pak Vomáčka na Indiánu časem 24 vteřin. To byli jediní jezdci, kteří se dostali »over the top«. Pohl získal tak čestnou cenu, věnovanou ředitelem Milošem Havlem. Od roku 1933 začal závodit s automobily Aero.
- 1933

První závod na automobilu absolvoval 21. května 1933 při soutěži Krajem Žižkovým. Autoklub Tábor uspořádal v neděli 21. května soutěž motocyklů a automobilů „Krajem Žižkovým“ na trati 315 km dlouhé, která byla absolvována ve 3 etapách Tábor—Sedlčany (90 km), Sedlčany—Pacov (94 km) a Pacov —Tábor s odbočkou přes Pelhřimov (128 km). Ze 64 přihlášených startovalo 58 a to: 27 motocyklů, 13 sidecarů a 18 automobilů. Trať vedla většinou po špatných okresních silnicích a měla mnoho zatáček. Zlatou medaili získalo 10 automobilů, mezi nimiž byl i Jiří Pohl na voze Aero. Jelikož stanovená maximální rychlost při překročení nebyla pokutována, byl závod de facto rychlostní soutěží. Závod byl sledován po celé trati i u cíle v Táboře tisíci diváky.

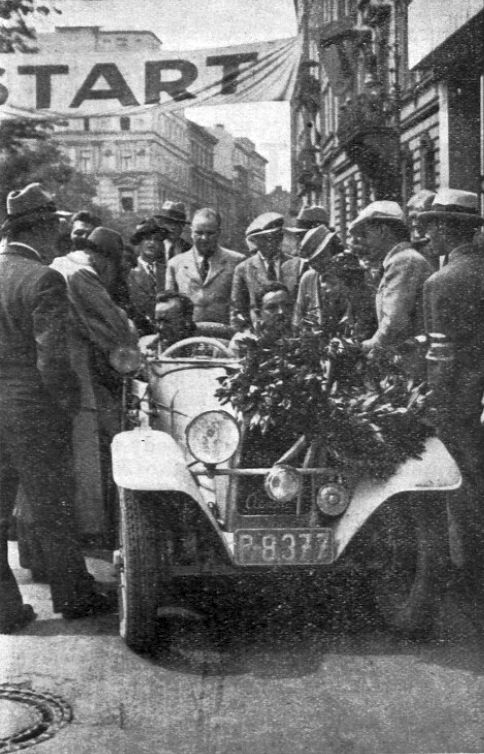
Aero 662, J. Pohl (vítěz třídy do 750 ccm), 1000 mil čs. 1933

Ve dnech 10.–11. června se účastnil 1. ročníku závodu 1000 mil československých. V kategorii cestovních automobilů do 750 cm³ startovalo 9 účastníků, z nichž bylo 7 klasifikováno (všichni na vozech Aero). Vyhrála posádka Jiří Pohl—František Holoubek (st. č. 62) na Aeru 662 (upravený motor na 745 cm³) za 22:00:20 h v průměrné rychlosti 72,4 km/h způsobem start–cíl před Antonínem Vitvarem. Pohl překonal všechna očekáváni, zejména v prvních dvou etapách, než si zajistil dostatečný náskok. Do Bratislavy dojel za 5:04 h, odtud zpět do Prahy za 5:23 h. V Praze se poněkud zdržel (snad tankováním), ale pak zase stejné tempo držel až za Brno, kde měl první větší časovou ztrátu (přes 10 minut!), takže na III. etapu spotřeboval 5:52 h. Po menší ztrátě v Bratislavě zdržel se ještě za Jihlavskou kontrolou, asi o 11 minut, a dosáhl cíle IV. etapy za 5:41 h. Zlé jazyky tvrdily, že v druhé polovině závodu úmyslně zpomalil, aby do cíle nepřijel o více než 15% dříve před ostatními konkurenty své třídy, kteří by tím byli vyloučeni pro nesplnění časového limitu.
Jiří Pohl ke svému vítězství sdělil: “„Před dvěma roky jsem potřeboval vůz a rozhodl jsem se pro malý, pro jednoválcovou Aerovku (Aero 500). Byl jsem výkonem této překvapen, že jsem si opatřil dvouválec (Aero 662) a uvažoval po sérii úspěchů na menších soutěžích o startu v některém závodu. 1000 mil bylo i vhodnou příležitosti, abych vyzkoušel svůj vůz na obtížné soutěži a dokázal, co malý vůz svede. Už před soutěží měl jsem důvěru ve svůj vůz, ale po jejím skončení jsem přímo překvapen, že stroj překonal sám sebe. Mám-li sděliti čtenářům „Národních Listů“ své dojmy, nevím opravdu, co měl bych hlavně vyzvednout. Jel jsem, jak jsem mohl, a jsem s výkonem spokojen. 1000 mil bylo nejkrásnějším závodem, který jsem kdy jel.“
První městský okruh na Moravě se konal 30. července (I. Okruh městem Zlínem) právě ve městě, které je světoznámé americkým vzrůstem a pokrokem, jemuž stál v čele muž, který byl velkým přítelem motorového sportu — J. A. Baťa. Počet přihlášek dosáhl poslední dny pěkných číslic jak pro sobotní plaketovou jízdu, tak i pro nedělní závod motocyklů, cestovních i sportovních automobilů. Velmi potěšitelná byla účast československých továren. Závod byl označen za pronikavý úspěch zlínské odbočky Baťa ČAMS (Československý Automobilový klub pro Moravu a Slezsko). Závodů se účastnilo 62 závodníků. Startovalo se po jednotlivých třídách skupinově, což učinilo závody přehlednými a zajímavějšími. Okruh dlouhý 6,82 km vedený z části městem se ukázal vhodnějším než před nedávnem jetý okruh hradecký. V porovnání s ním byl širší a také měl povrchově lépe upravenou dráhu. Hromadné starty ani předjíždění nedělaly obtíží. Ačkoliv pršelo, měly závody hladký průběh a návštěvu přes deset tisíc diváků. V třídě cestovních automobilů do 750 cm³ na 5 kol (34,1 km) zvítězil Jiří Pohl na Aeru 662.
Startoval i 6. srpna 1933 na 5. ročníku Stříbrného trianglu Československa, závodu motocyklů a automobilů, jehož první ročník se konal roku 1927 (jeden z prvních závodů na okruhu pořádaný v Československu), ve třídě sportovních vozů do 750 cm³, ale jako jediný z 8 startujících vozů nedojel do cíle. Stejně ve Ždírci nad Doubravou „dopadl“ i jeho bratr Zdeněk, který na Bugatti v závodních vozech přes 1,5 l rovněž odpadl (z prvního místa), už ve 2. kole ze 30 předepsaných.

„Chuť“ si spravil 10. září na závodu do vrchu Ecce Homo ve Šternberku za pořadatelství MSAC z Brna (Moravsko-Slezský Automobilní Klub/Mährisch-Schlesischer Automobil-Club), kde vyhrál na Aeru 662 třídu do 800 cm³. Ecce Homo byl jediný závod do vrchu, který se toho roku v Československu konal. Absolutním vítězem závodu se stal jeho bratr Zdeněk na Bugatti T37A. Závod se konal po tříleté přestávce, poprvé od roku 1930.
- 1934

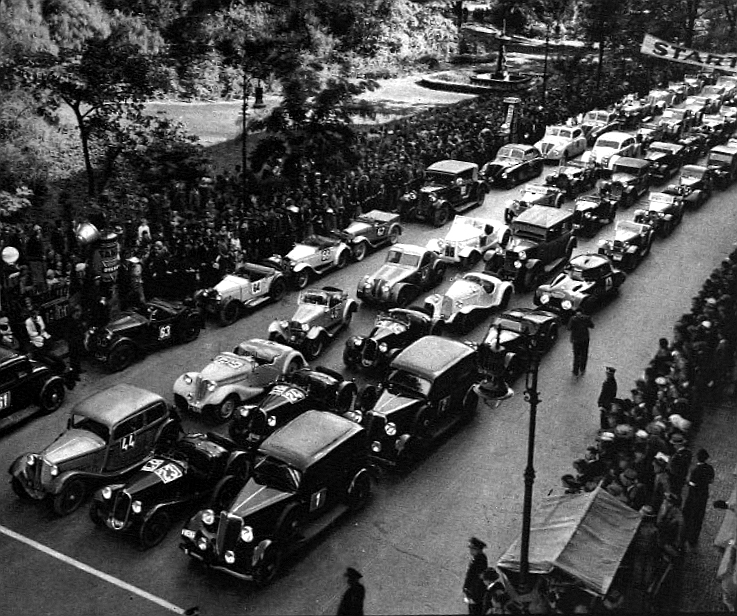
Start 1000 mil československých (1934)

Prvním startem v tomto roce byla pro Jiřího Pohla účast na novém závodu, na I. ročníku Českobrodského okruhu motoristů (okruh 30,1 km dlouhý, 7 kol), který se jel jako soutěž spolehlivosti. Již první ročník byl zdařilý se 64 stroji na startu. U startu soutěže spolehlivosti motorových vozidel, pořádanou poprvé místní skupinou Ligy čsl. motoristů na novém okruhu Český Brod — Tismice — Kostelec n. Černými Lesy — Liblice a zpět do Č. Brodu, se shromáždily sólo motocykly, sidecary a 31 automobilů. Jezdce po celé délce trati sledovalo na 15 000 diváků. V třídě do 1100 cm³ obsadil J. Pohl 2. místo za Emanuelem Pirnerem, rovněž na Aeru.
Na 1000 mílích československých startoval na upraveném voze Aero (st. č. 16), avšak proti jeho návrhu ne zcela dokonalém. Jiří Pohl měl na Aeru (745 cm3) do 750 cm³ karoserii podle vlastního návrhu. Roadster byl upraven tak, že se na zádi zužoval a kladl tedy mnohem menší odpor. Karoserie byla zhotovena z latí a plátna. Motor byl tříkanálový dvouválec. V převodovce měl převody do rychla od „starého pana“ Waltra z Košíř (Josef Walter, spec. továrna na ozubená kola). Měl objednány i speciální písty. Zásilka, toužebně čekaná, došla do Prahy v poslední dny před závodem, ale uvědomělý pošťák ji však vrátil zpět, protože firma napsala na adresu „Tschechei“ (Česko), tak ji chtěl vytrestat, aby se Němci naučili pořádně titulovat Československo. Jiří Pohl bez „cizopasných“ pístů ty české propálil a závod pro něho skončil u Brna.
V září a říjnu Jiří Pohl podnikl dálkovou jízdu po Rakousku, Německu, Švýcarsku, Francii a Španělsku, kterou absolvoval se svým rychlým vozem Aero, jak bylo uvedeno v inzerátu č. 45389 v Národních listech.
- 1935

Ve IV. Zimní soutěži Jihočeského odboru AKRČs v Českých Budějovicích konané 3. února v třídě do 1000 cm³ zvítězil Jiří Pohl na voze Aero 30 před ing. Michlem (Walter Junior) a Fr. Marešem na Z 4. V týmech bez trestných bodů na zlaté plakety dojel i tým Aero ve složení Schultz, Jiří Pohl a Lesák. Okruhovou sezonu zahájil Jiří Pohl na II. Českobrodském okruhu 5. května, který se jel poprvé jako okruhový závod. V třídě do 750 cm³ s Aerem 662 porazil na vozech Jawa 700 Jaroslava Kaisera a Feuersteina.
Pro 1000 mil československých 15.–16. června si v prosinci 1933 pořídil zánovní vůz od anglického závodníka Georga Eystona, MG K3 Magnette. Závodní speciál s motorem o zdvihovém objemu 1087 cm³ poskytoval s kompresorem nejvyšší výkon 88,3 kW (120 k) při 6500 ot/min. Pro tento závod měl k dispozici i mechanika přímo od MG, který mu seřizoval motor. Podle propozic závodu musel být z motoru vymontován kompresor. Pohl jej nahradil 6 karburátory Amal. Posádka Pohl-„Cudla“, pseudonym Rudolfa Vítámváse (st. č. 50) odpadla ze závodu ve Velkém Meziříčí, byť v Čáslavi ještě jeli ve třídě do 1100 cm³ na 2. místě za Gruberem na Aeru.
Hned v následujícím závodě okruhové sezóny na III. Lochotínském okruhu (23. června) zvítězil ve sportovních vozech třídy do 1100 cm³. V závodě na 15 kol (64,5 km) za sebou nechal Ivana Hodáče (Walter Junior SS) a Karla Vlašína (Z 4 „1000 mil“). Časem 42:15,5 min dosáhl v závodě průměrné rychlosti 91,6 km/h. Proti Pohlově kompresoru instalovaném na MG někteří jezdci této třídy vznášeli protesty, ale dr. Vítězslav Kumpera (za pořadatele tj. Ligu čs. motoristů) je odmítl s tím, že propozice použití kompresoru nezakazovaly. O rok později však kompresory pro tuto třídu byly zakázány.
Na III. Krakonošově okruhu 14. července Jiří Pohl ukázal bezvadný styl i v těžkém kopcovitém terénu plném zatáček. Závod na 7 kol měřil 238 km. Opět startoval na osvědčeném Aeru 662 v třídě do 750 cm³. Skončil za „nejrychlejším mlynářem“ v Československu, za Antonínem Vitvarem na roadsteru Jawa 750, na 2. místě.
Závod do vrchu Grossglockner (19,5 km) v Rakousku se konal 4. srpna a Jiří Pohl obsadil ve své třídě 2. místo, když den předtím – 3. 8. 1935 – byla tato nová Grossglocknerská vysokohorská silnice po 5leté výstavbě slavnostně otevřena. Závod uspořádal Rakouský automobilový klub z Zell am See společně se Solnohradským automobilovým klubem jako první mezinárodní závod do vrchu na nové vysokohorské silnici. Závodníci z Československa si ve svých třídách „předplatili“ 2. místa. Jiří Pohl skončil 2. v závodních vozech do 1100 na MG K-3, Zdeněk Pohl skončil rovněž 2. ve sportovních automobilech do 3000 cm³ na Bugatti T51 a pro změnu Bruno Sojka ve sportovních automobilech do 1500 cm³ na Bugatti T37A skončil také na 2. místě.
- 1936

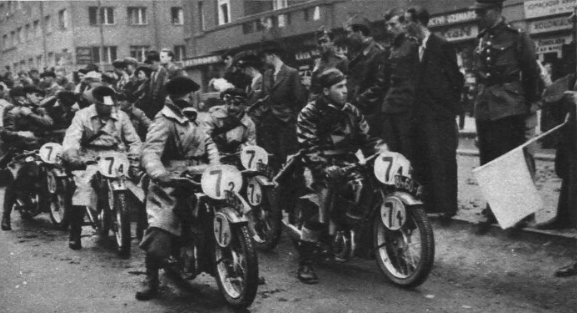
Jiří Pohl a tým MKVS na strojích Jawa 250, Zimní motocyklová soutěž (1936)

K Zimní motocyklové soutěži (1250 km) přihlášeno bylo celkem 229 strojů, z toho 219 vozidel motocyklových a 10 malých vozů. Z celkového počtu přihlášek vozidel startovalo 212 vozidel motocyklových a 10 malých vozů. Přihlášeno bylo a startovalo celkem 10 motorizovaných družstev. Motorklub Vysokoškolského sportu (MKVS) získal 8872 bodů a obsadil 2. místo za Dělostřeleckým plukem 301. Členové družstva byli Ing. C. Jar. Hausman, Jiří Pohl (oba zlacená medaile), Ot. Neckář, K. Dohnal (oba neklas.), Mir. Sochor (zlac.). Mil. Sottl (stříbr.), arch. Jar. Melzer (zlac.) — všichni Jawa solo 250 ccm, R. Protiva, Jawa solo 175 ccm (zlac.), dr. Zb. Peters, Škoda auto 1000 ccm (stříbr.). V individuálním hodnocení do 250 ccm dojel Jiří Pohl na zlacenou medaili společně s dalšími 27 jezdci z 83 startujících v této kategorii.
Automobilovou sezonu zahájil na III. Českobrodském okruhu 3. května, ale ve třídě do 1100 cm³ na MG K-3 Magnette nedojel. V absolutním pořadí zvítězil Zdeněk Pohl na Bugatti T51 startující v třídě přes 1,5 l.
Úspěšnější byl 24. května na 4. ročníku závodu na Lochotínském okruhu. V třídě sportovních automobilů do 1100 cm³ Jiří Pohl zopakoval své loňské vítězství a opět zvítězil. Startoval opět na MG ale bez kompresoru a dosáhl času 44:22,1 min (15 kol/64,5 km). Tento závod s účastí 12 závodníků, kteří v podstatě „vyplnili“ 4,3 km dlouhý okruh, byl nejkrásnější podívanou dne. V automobilech přes 1500 cm³ a v absolutním pořadí zvítězil jeho bratr Zdeněk na Bugatti T51.
Na konci jara 1936 (30. 5. – 1. 6.) se vrátil k soutěži na motocyklu. V třídenní XIII. Velké motocyklové (a automobilové) soutěži, která vedla z Čech přes Moravu a Slezsko na Slovensko a zpět přes Telč a Tábor (1250 km) startoval na Jawě 250 ccm a byl vedoucím týmu MKVS (Motor Klub Vysokoškolského Sportu). V individuální klasifikaci dojel na zlacenou medaili a v týmech společně mj. s ing.C Jaroslavem Hausmannem, Ot. Neckářem a Mirko Sochorem obsadili 2. místo. Tisk jejich umístění označil jako vítězství „starých“ sportovců, kteří se po dlouhé době zase vrátili k motocyklu.
Jiří a Zdeněk měli startovat 16. srpna na III. Brandýském okruhu (Brandýs–Olešná–Rozsocha–Rviště–Perná–Brandýs, 11,4 km), ale nakonec se v závodě účastnil pouze Jiří. V automobilech do 1100 cm³ (4 kola/45,6 km) dojel Jiří na MG na 3. místě za Vladimírem Formánkem na Aeru a dr. Pohoreckým na Salmsonu. V úloze hlasatele místního rozhlasu úspěšně vystoupil Bohumil Turek, těžce zraněný při závodě 1000 mil československých v roce 1935, který zprávy z okruhu pohotově doplňoval humornými vložkami.
- 1937

Sezonu zahájil v únoru účastí na Zimní automobilové soutěži AKRČs. Startoval v třídě osobních automobilů do 1000 cm³ na voze Aero 30 a obsadil až 19. místo. Startovalo 108 vozů (včetně vozů nákladních a vozů na náhradní palivo) ze 114 přihlášených. Do cíle dojelo 106 vozů a klasifikováno bylo 102, z nichž řada byla čistě vojenských typů. Soutěž v sobě zahrnovala i střelbu na terče.
Na nově otevřeném Zdibském okruhu Jiří Pohl 25. dubna zvítězil v „solojízdě“ na MG v třídě do 1100 cm³ v čase 28:28,4 min. Zvítězil v závodě na 10 kol/43 km přesvědčivě a všem soupeřům unikl o kolo. Závodu uspořádaném Svazu závodníků a motocyklistů RČs. mimo několika tisíc diváků přihlížel i jeho protektor generál Čížek, předseda AKRČs.
Tak jako v minulých letech si Jiří Pohl ani v tomto roce „neodpustil“ závod na motocyklech. Zúčastnil se XIV. velké motocyklové soutěže na 1000 km, která se konala ve dnech 16.–17. května, avšak mezi oceněnými uveden nebyl.
Závod konaný na Krakonošově okruhu 1. srpna 1937 (V. ročník) se jel na zkráceném okruhu na 22 km oproti předchozímu ročníku, kdy jeden okruh měřil 34 km (5 kol, tzn. závod měřil 110 km). V propozicích závodu byl povolen start i strojům s kompresory, čehož využil Jiří Pohl s „kompresorovým“ MG. Všechny kubatury byly hodnoceny zvlášť pro závod seniorů a juniorů, tedy začínajících jezdců. Závod sledovalo rekordních 18000 diváků. Jiří Pohl na MG zvítězil ve třídě sportovních automobilů do 1500 cm³, přestože v 2. a 3. kole ztratil mnoho času poruchou manometru palivoměru, což způsobilo přeplavení karburátoru a zastavení motoru. Přesto se mu podařilo v této třídě zvítězit, v času 1:11:47,2 h a dosáhl průměrné rychlosti 91,9 km/h. V celkovém hodnocení obsadil 2. místo se ztrátou 70 vteřin za Janem Kubíčkem na Bugatti-Ford (1:10:36,8 h).
Závod na Bohdanečském okruhu (II. ročník) se uskutečnil 8. srpna. V tréninku na závod Jiří Pohl havaroval v nebezpečné doubravické zatáčce a přerazil při smyku zábranu, přičemž zachytil jedno děvče a jednoho cyklistu. Naštěstí oba vyvázli s lehčím zraněními a Jiří Pohl nebyl zraněn vůbec. Jiří Pohl startoval v nedělním závodě v kategorii závodních vozů do 2000 cm³ (150 km/10 kol) a zvítězil v čase 1:33:26 h v průměrné rychlosti 96,5 km/h. Stal se na MG absolutním vítězem závodu. O tři týdny později (29. srpna) na Lochotínském okruhu přes handicap ve zdvihovém objemu (1,1 l) obsadil 2. místo v kategorii do 1500 cm³ s kompresorem za Václavem Vaníčkem na Bugatti T37A (1,5 l). Na straně druhé je nutno zmínit, že motor jeho vozu disponoval vyšším výkonem (88,3 kW/120 k) než Vaníčkovo Bugatti (66,2 kW/90 k).

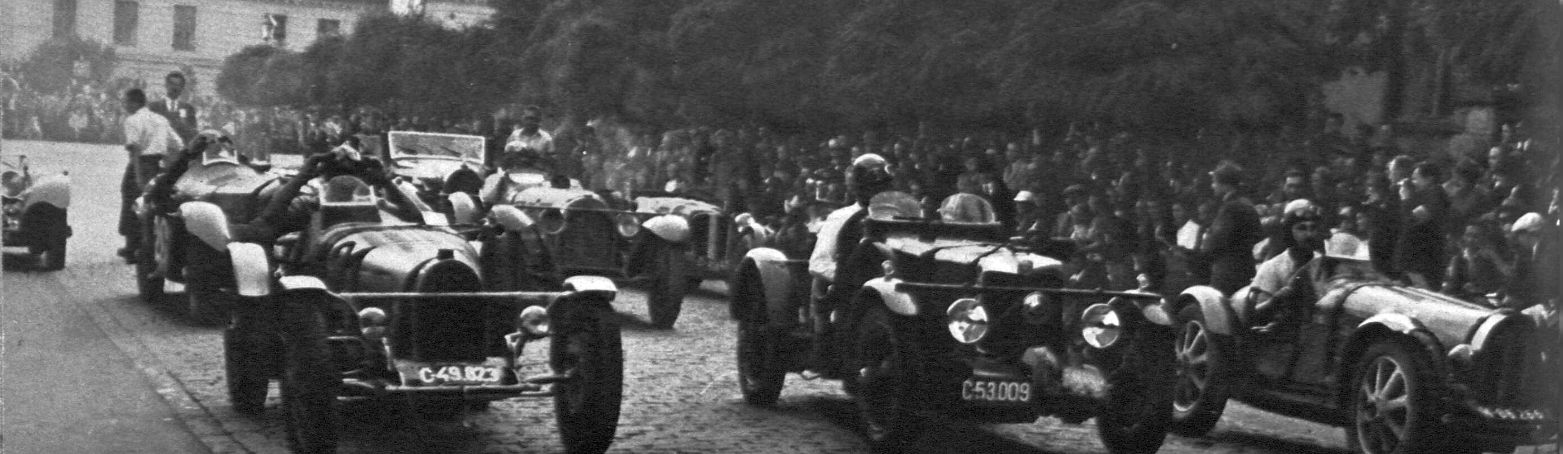
Start závodních automobilů. V první řadě zleva Z. Pohl, J. Pohl a B. Sojka (Lochotínský okruh 1937)

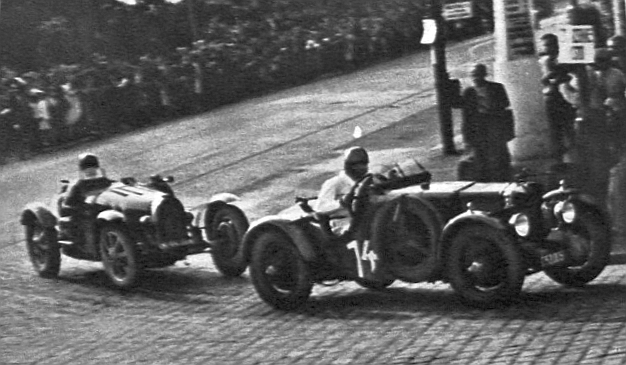
Jiří Pohl na MG K-3 Magnette před Bugatti na Lochotínském okruhu (1937)

Počátkem září se Jiří Pohl zúčastnil posledního předválečného ročníku závodu do vrchu Ecce Homo. V 13. ročníku závodě na trati obvyklé délky 7,750 km 9. září obsadil Jiří Pohl na MG 4. místo v závodních vozech a zvítězil ve třídě do 1100 cm³. Současně časem 5:52,4 min vytvořil nový rekord této třídy.
Ing. Josef Dneboský a ing. Jiří Pohl (st. č. 88) na voze Aero 30 získali cenu pro vítěze kategorie do 1000 cm³ na Automobilové a motocyklové soutěži Malou dohodou, která se jela od 12. do 20. září 1937. Branná motoristická soutěži vedla z Prahy přes Bratislavu, Užhorod a Bukurešť do Bělehradu. K soutěži pod protektorátem Dr. Edvarda Beneše, jeho veličenstva Carola II. a Jeho Královské Výsosti prince Pavla Karađorđeviće bylo přihlášeno 88 automobilů, 10 sidecarů a 55 motocyklů.
- 1939

Po těžké havárii bratra Zdeňka na Masarykově okruhu v září 1937 více než rok nestartoval v žádném závodě. V únoru 1939 se účastnil III. Zimní automobilové soutěže. V třídě do 2000 cm³ obsadil s Tatrou 3. místo (st. č. 17) a získal stříbrnou plaketu.
- 1946

Po II. světové válce Jiří Pohl poprvé startoval na Velké ceně hl. města Prahy, která se konala 17. června na závodním okruhu v Motole. Závody sledovalo 100 000 diváků. Ve sportovních automobilech nad 2000 cm³ na 5 kol/22,826 km zvítězil ing. Jiří Pohl v čase 14:52,6 min na voze Jaguar.
V Hradci Králové se 30. června konal závod motocyklů a automobilů. Hradecký okruh, pořádaný Autoklubem Hradec Králové se konal v ulicích města na okruhu dlouhém 2,3 km, s cílem a startem na Ulrichově náměstí. Ing. Jiří Pohl startoval ve sportovních vozech do 1100 a přes 1500 cm³ na 15 kol v celkové délce závodu 34,5 km. V kategorii přes 1500 cm³ zvítězil Bruno Sojka na BMW před ing. Františkem Dobrým na voze Fraser Nash a ing. Jiřím Pohlem na Jaguaru. Ve třídě do 1100 na MG se mu až tak nedařilo. Ještě v 7. kole byl na 2. místě, ale v 9. kole definitivně odpadl. V závodních vozech přes 1500 cm³ vyhrál Zdeněk Pohl na Bugatti 2,3 l před Vojtěchovským na Maserati a Sojkou na Bugatti.
- 1947

Oba bratři Jiří i Zdeněk se zúčastnili 2. ročníku závodu do vrchu Teplice – Cínovec, který se konal 13. července na trati dlouhé 7,7 km. Jiří na opraveném MG K-3 Magnette (po havárii v Brně 1937) obsadil 2. místo v závodních automobilech do 1500 cm³ (4:36,2 min). Zdeněk skončil také na 2. místě, ale s Bugatti v závodních vozech přes 1500 cm³ 3:49,5 min, a vyhrál sportovní automobily přes 1500 cm³ (4:05,3 min). Letecké závody přihlásily na XXII. ročník mezinárodní šestidenní soutěž FICM (nyní FIM), která se konala ve Zlíně ve dnech 16.–21. září, tříkolku Minor II. Tato tříkolka měla motor z Minora II. Vozidlo pouze s jedním zadním kolem měl řídit ing. J. Pohl. V neděli 14. září byl však cyclecar Minor II mezi stroji, které se nedostavily k přejímce.
V závodě o „Zlatý znak města Vršovic“ 28. září v Praze zvítězil Jiří Pohl v třídě sportovních vozů do 1100 cm³ na MG. V závodě závodních vozů přes 1500 cm³ velmi vážně havaroval jeho bratr Zdeněk Pohl. Když dohánět ztrátu po výměně svíček, tak v 16. kole vjel prudce do zatáčky, kde se mu „zula“ pneumatika, dostal smyk a se svým vozem slétl ze sedmimetrového náspu, kde zůstal ležet pod vozem. Byl tři týdny v bezvědomí a prodělal mnoho operací. Tím prakticky v jednačtyřiceti letech jeho závodnická činnost skončila. Motorismu ale zůstal věrný. V roce 1969 mu byl udělen titul zasloužilý mistr sportu.
- 1948

Na začátku léta 1948 (27. června - 4. července) se Jiří Pohl zúčastnil soutěže Polské rallye (polsky Rajd Polski, oficiálně 14. Międzynarodowy Konkurs Automobilklubu Polski). V třídě do 3000 cm³ ing. Pohl na Jaguaru zvítězil před ing. Hausmannem na Tatře 87. Československý úspěch dokonali vítězstvími ve třídě do 750 cm³ Ivan Hodáč (Aero Minor), do 1200 cm³ Václav Bobek (Škoda 1101) a v třídě do 2000 cm³ ing. František Dobrý (Bristol 400).
- 1949

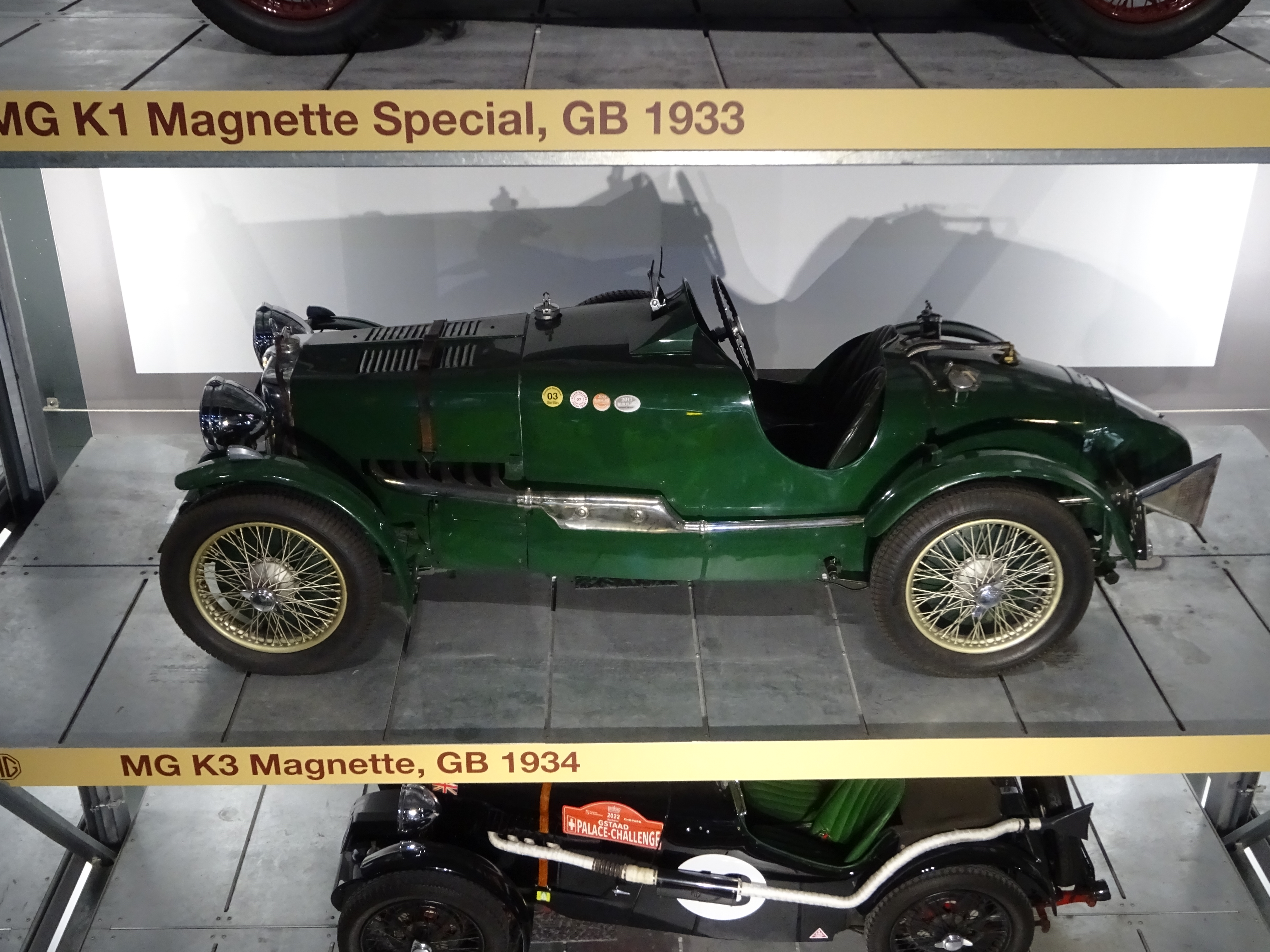
MG K3 Magnette (1934) v Muzeu dopravy (Verkehrshaus) Luzern. Na tomto typu Jiří Pohl vyhrál třídu do 1,1 l na Lochotínském okruhu v roce 1935 a se silnějším motorem i o 14 let později (1949)

Jiří Pohl začal závodit na okruzích, po bratrově těžké nehodě, až v roce 1949. Startoval na 8. ročníku Lochotínského okruhu 28. srpna. V neděli, kdy závodům přihlíželo více než 50 000 diváků, se odjely třídy do 750 a do 2000 cm³. V třídě do 2000 cm³ zvítězil ing. Jiří Pohl (MG K-3 Special, do vozu zamontoval prototypový motor Škoda 1100 cm³ s kompresorem Roots), který vyhrál v čase 25:39,5 min (v průměrné rychlosti 100,5 km/h) a stal absolutním vítězem závodů, před ing. Františkem Dobrým (Frazer Nash).
Vrcholem automobilové sezóny byla Velká cena Československa konaná 25. září na Masarykově okruhu v Brně. Navštívilo ji 300 tisíc diváků, jiné prameny uvádějí až 400. V doprovodném závodě o Cenu města Brna na 6 kol/106,8 km, kde společný závod jely sportovní stroje v kubaturách do 750, 1100, 1500 a 2000 cm³ se celkovým vítězem stal Zdeněk Treybal na sportovním voze Simca Gordini před Brunem Sojkou na Tatraplanu Sport a ing. F. Dobrým na voze Frazer Nash. V třídě do 1500 cm³ byl přihlášen i Jiří Pohl na MG Special, který v tréninku zajížděl velmi dobré časy, ale není známo, jestli do vlastního závodu odstartoval.
- 1950

V tomto roce závodil na svém upraveném MG, který nazval Škoda MG Special (alternativně používal i prototypový motor UVA 1500 cm³ z ÚVMV podle charakteru tratě a vypsaných objemových tříd). Na III. Poděbradském okruhu, rychlostním závodu motocyklů-seniorů a automobilů obsadil 23. dubna ve třídě do 1100 cm³ 2. místo (15 kol/37,5 km), v Mladé Boleslavi 21. května v třídě do 1500 cm³ (12 kol/28,8 km) zvítězil. Na 2. ročníku (9. července 1950) trutnovského závodu "Branou Krkonoš" vyhrál Pohl na sportovním voze Škodě MG Special s kompresorem a na I. Rakovnickém okruhu 20. srpna obsadil v kategorii závodních vozů do 1500 cm³ 2. místo za Václavem Hovorkou na Maserati.
Na podzim startoval na Velké ceně Československa (24. září) na Masarykově okruhu v kategorii sportovních vozů do 1500 cm³. V závodě na 10 kol (178 km) se do poloviny závodu držel na 2. místě za Černohorským (Škoda s kompresorem), ale v 5. kole odstoupil pro poruchu. Sezonu zakončil 1. října 5. místem na závodu na okruhu Ecce Homo v kategorii závodních vozů.
- 1951

V tomto roce vyhrál Mladoboleslavský závod městem v třídě do 2000 cm³. Po závodě dostal z mladoboleslavské automobilky nabídku stát se továrním jezdcem Škoda. Nabídku odmítl a dál závodil se svým starým MG.
- 1952–1963

V dalších letech byla jeho účast na závodních okruzích již spíše sporadická . Bylo mu už 47 a více let. Na Ecce Homo v okruhovém závodě 20. července 1952 obsadil 7. místo celkově a 2. místo v třídě sportovních vozů do 2000 cm³. Na Ceně Prachovských skal v Jičíně (závodní okruh o délce 14,5 km s 46 zatáčkami a převýšením 115 m), která se konala 17. srpna 1952 obsadil ing. Jiří Pohl 2. místo v závodních vozech za Václavem Bobkem. Na celostátním závodu motocyklů a automobilů, Pražském okruhu míru, který se jel na pomezí Žižkova a Vysočan 27. září 1953 (16 kol/83,2 km) dojel Pohl ve sportovních vozech do 3000 cm³ jako druhý za Fouskem na voze Škoda.
V Jičíně, 8. srpna 1954, obsadil v závodě celkově 9. místo a 2. místo ve sportovních vozech do 1,5 l (10 kol/145 km). V seriálu Přeboru republiky 1954 se stal J. Pohl přeborníkem republiky ve sportovních vozech do 1500 cm³, přestože v posledním závodě v Litomyšli 10. října skončil až na 5. místě.
Na 4. ročníku Ceny Prachovských skal v závodních vozech 4. září 1955 skončil na 3. místě za dvěma T 607 Monopost. To pro změnu startoval na voze BMW. Na II. Silničním závodě v Litomyšli v roce 1958 obsadil celkově 5. místo a 4. místo ve sportovních vozech do 1,5 l. V Závodě O hornickou rubačku v Rosicích u Brna, který se jel 29. května 1960 jako součást Mistrovství republiky sportovních vozů obsadil v třídě do 1150 cm³ 3. místo. Všechny tyto závody absolvoval na voze Škoda MG Special s kompresorem.
Poslední rok, kdy se účastnil kompletního ročníku Mistrovství republiky sportovních vozů, byla sezona 1961. To závodil na vlastním voze s motorem Škoda 1100. V třídě do 1150 cm³ obsadil 3. místa v Mladé Boleslavi a Kdyni, 4. místa ve Znojmě a v Praze na Strahově a v Prostějově nedojel. Ve svých 56 letech získal jedno ze svých vrcholných ocenění, stal se mistrem republiky ve třídě do 1150 cm³. Závodní kariéru ukončil 21. července 1963 v 58 letech účastí na 11. Ceně Prachovských skal v Jičíně, na závodu který shlédlo na 70 000 diváků.